# 2006 en informatique
2005 en informatique - 2006 - 2007 en informatique
Cet article présente les principaux événements de 2006 dans le domaine informatique

## Événements
- 10 janvier : Sortie de l'iMac Intel par Apple Inc., qui est le premier modèle d'ordinateur de bureau Apple à utiliser les processeurs Intel.
- 14 février : Sortie du MacBook Pro par Apple Inc., qui est le premier modèle d'ordinateur portable à utiliser les processeurs Intel. Il remplace la gamme PowerBook qui a duré 15 ans (1991-2006).
- Mise en service du TERA-10, supercalculateur français.

## Normes et standards
- Le format OpenDocument devient une norme ISO. OpenDocument est un format ouvert de données pour les applications bureautiques : traitements de texte, tableurs, présentations, diagrammes, dessins et base de données bureautique.
- en France déploiement d'OpenOffice dans certains ministères, et décision de l'utiliser à l'Assemblée nationale
- en UE mise en application de la directive RoHS au 1er juillet

## Logiciel
- sorties du noyau Linux : versions 2.6.15, 2.6.16, 2.6.17, 2.6.18, 2.6.19, 2.4.33, 2.4.34
- sorties de distribution Linux : 
  - Mandriva Linux 2006
- sortie de Mozilla Firefox 2.0
- sortie de Scratch (langage)

## Matériel
- Nouvelle spécification High Capacity pour les Cartes SD dont l'usage se développe dans les équipements mobiles (Voir nomadisme numérique).
- Intel sort ses premiers processeurs Core Solo et Core Duo, puis Core 2 Duo
- Sortie du 1chipMSX